# محسن أبو طبيخ

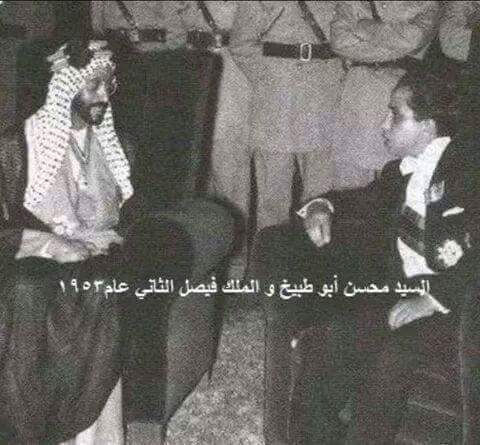
السيد محسن أبو طبيخ مع الملك فيصل الثاني

أَبُو كَامِلٍ مُحْسِنُ بْنُ الْحَسَنِ بْنِ عَلِيٍّ بْنِ إِدْرِيسَ أَبُو طَبِيخٍ بْنِ عَبْدِ الْعَزِيزِ الْمُوسَوِيُّ، الْمَعْرُوفُ بِـ«مُحْسِنُ أَبُو طَبِيخٍ» (1295 هـ - 1878م / 1381 هـ - 1961م). هو أحد رجالات العراق المعروفة ومن قادة ثورة العشرين في العراق. ولد عام 1878م في ناحية غماس. كانت غماس وقت ذاك تعرف بالخرم. بعد دخول الإنكليز العراق عرفت بغماس وهي ناحية من نواحي محافظة الديوانية جنوب العراق. تشتهر غماس بالنخيل وزراعة الحبوب. ومن عشائرها آل أبو طبيخ وآل ملة جدوع وهم من شمر وآل ملة ياسين. أما آل أبو طبيخ فهم أول من سكن الخرم ومنهم السيد الحسن وهو والد السيد محسن أبو طبيخ وكان ذلك بحدود عام 1845م.

## نسبه وعشيرته
هو: محسن بن الحسن بن علي بن إدريس أبو طبيخ بن عبد العزيز المسايحي بن هادي بن عبد الله الهجري بن محمد أبو الفضائل بن هاشم الفقيه بن علي بن عبد الله بن علي أبو طالب الحاجي بن عبد الرضا بن عبد النبي بن محمد بن عبد الرضا بن عبد النبي الأكبر بن علي بن أحمد المدني «المهاجر من الحجاز» بن محمد بن موسى بن محمد بن أحمد بن عبد اللّٰه بن أحمد بن محمد بن جعفر الشريف بن أحمد بن محمد بن إبراهيم الثالث بن عبد اللّٰه بن أحمد بن موسى العشائري بن الحسين برهان الدين بن إبراهيم الثاني بن الحسن بن أحمد الأصغر بن محمد النقيب بن أحمد الزاهد بن إبراهيم المجاب بن محمد العابد بن موسى الكاظم بن جعفر الصادق بن محمد الباقر بن علي زين العابدين بن الحسين السبط بن علي بن أبي طالب الهاشمي القرشي.
أما سبب التسمية بأبو طبيخ فقد ذكر المحقق جواد الشهرستاني في نسب السيد محسن أنه: السيد «أبو كامل» هو السيد محسن بن السيد الحسن بن السيد علي بن السيد إدريس الذي يعتبر أول من اشتهر بلقب «أبو طبيخ» لإطعامه جموع أبناء منطقته في الفرات الأوسط طعام «طبيخ» وهو الرز مع اللحم في «عام المجاعة» فاشتهر بها هو وذريته من بعده بهذا اللقب «أبو طبيخ» وهو ابن السيد عبد العزيز الذي اشتهر بـ«المسايحي» لأنه أول من شرع في منطقته بزراعة الشلب أي الرز والتمن بالماء سيحاً بعد أن كان المتعارف زراعته ديماً على مياه الأمطار.

## ثورة العشرين
لقد كان البروز الأول الذي كان وراء شهرته مساهمتهِ في ثورة العشرين وكان أحد رجالها، وفي يوم 18 ذو الحجة 1338 هـ (6 تشرين الأول 1920م) يوم عيد الغدير تقرر تشكيل حكومة مستقلة من خلال المجلس الحربي للثورة وكان أول قراراته تعيين مدينة كربلاء مركز لواء وألحاق طويريج والنجف وأبا صخير والشامية اقضيةً تابعات للواء كربلاء كما تقرر تنصيب السيد محسن أبو طبيخ متصرفاً للواء كربلاء وتعيين السيد نور السيد عزيز الياسري قائم مقام لقضاء النجف وتلحق به الكوفة حتى أبي صخير ويكون راتبه الشهري ألف روبية وقد تبرع السيد محسن أبو طبيخ متصرف كربلاء برواتبه إلى الثوار لسد نفقات عوائل المجاهدين ولم يبق من تلك المخصصات شيء فكان هذا أول منصب رسمي وتشكيل حكومة عراقية مستقلة في كربلاء ولكن لم تستمر الحكومة تلك إلا عدة أيام حيث دخلت القوات الإنكليزية كربلاء بعد ذلك.

## الوفد العراقي إلى مكة
بعد إخماد الثورة في تشرين الأول (أكتوبر) 1920م كان السيد محسن أحد أعضاء الوفد العراقي الذي وصل إلى مكة يوم 9 آذار (مارس) 1921م والذي ضم كل من محمد جعفر أبو التمن والسيد نور الياسري والسيد علوان الياسري والسيد هادي المكوطر ومرزوق العواد وشعلان الجبر ورايح العطية وصلال الفاضل وعلوان الحاج سعدون كما التحق بهم الميرزا أحمد الآخوند الخرساني ومحمود رامز وزكي أمين المدفعي وشاكر القرة غولي للالتقاء بـالشريف الحسين بن علي والطلب منه تعيين ولده عبد الله ملكاً على العراق.

## مرافقة الملك فيصل الأول
في 12 حزيران 1921م غادر فيصل ميناء جدة في الحجاز متوجهًا إلى العراق على متن الباخرة (نورث بروك)، وفي الخميس 23 حزيران 1921م وصل البصرة وجاء معه على نفس الباخرة كل من المستر كرنواليس ويوسف السويدي ومحمد حسن الصدر وعلي البازر كان ومحسن أبو طبيخ ونور الياسري وهادي المكوطر وعلي جوده، حيث استقبلهم جون فيلبي ومتصرف البصرة أحمد الصائغ.

## الاستقرار في بغداد
بعد تشكيل الحكومة العراقية اتخذ السيد محسن من العاصمة بغداد مستقرا له وتزوج من إحدى عوائلها المعروفة بالسيدة سنية الصندوق (شقيقة الآثاري العراقي عز الدين الصندوق). وقد أنجب السيد محسن من زيجات عدة بكل من الذكور (كامل، وإدريس، ومشكور، ومحمد، وعلي، وجميل، والحسين وعبد الله)، ومن الإناث من تصاهر بهن مع عوائل بغداد المعروفة مثل عائلة الشهرستاني.

## العمل السياسي والكتب
خلال فترة العهد الملكي كان السيد محسن عضواً في مجلس الأعيان حتى ثورة تموز 1958 م. ترك السيد محسن كتاباً واحداً هو «المبادئ والرجال» ومخطوطات عدة اعتمدها ولده جميل أبو طبيخ في تحقيق مذكرات والده وصدر الكتاب بعنوان «مذكرات السيد محسن أبو طبيخ 1910م - 1960م، خمسون عاماً من تاريخ العراق السياسي الحديث». الكتاب يضم الكثير من المعلومات عن السيد محسن وعلاقاته ومراسلاته مع معاصريه والوضع السياسي في الفترة التي عاشها. كما كتب عنه حفيده أحمد كامل أبو طبيخ.

## التقاعد والوفاة
بعد ثورة 14 تموز 1958 م توقف عن النشاط السياسي وكانت ثورة تموز قد استحوذت على معظم الأراضي الزراعية لآل أبو طبيخ حسب قانون الإصلاح الزراعي وقت ذاك ومع ذلك فان رجال الثورة كانوا يكنون للسيد محسن قدراً كبيراً من الاحترام والتقدير وبقى معززاً مكرماً في كبره. توفي السيد محسن في بغداد عام 1961م.